# 大耳沙狐
大耳沙狐，又稱呂佩爾狐（英語：Rüppell's fox）、呂氏沙狐，是一種生活在北非、中東和亞洲西南部沙漠和半沙漠地區的狐狸。 自 2008 年以來，它已被列為世界自然保護聯盟紅色名錄中的無危物種。它以德國博物學家愛德華·呂佩爾的名字命名。